# Gabriel I. von Konstantinopel
Gabriel I. (griechisch Γαβριήλ Α΄; † 1596) war orthodoxer Bischof von Thessaloniki (vor 1593–1596) und Patriarch von Konstantinopel (1596).
Er nahm an der orthodoxen Synode in Konstantinopel 1593 teil, die unter anderem die Errichtung des Patriarchats von Moskau bestätigte.
Im Februar 1596 wurde er zum Patriarchen von Konstantinopel gewählt, nachdem sein Vorgänger Matthaios II. wegen einer nichtkanonischen Wahl abgesetzt worden war.
Im September wurde sein Nachfolger gewählt. Gabriel starb wahrscheinlich kurz davor.